# Fyrskepp

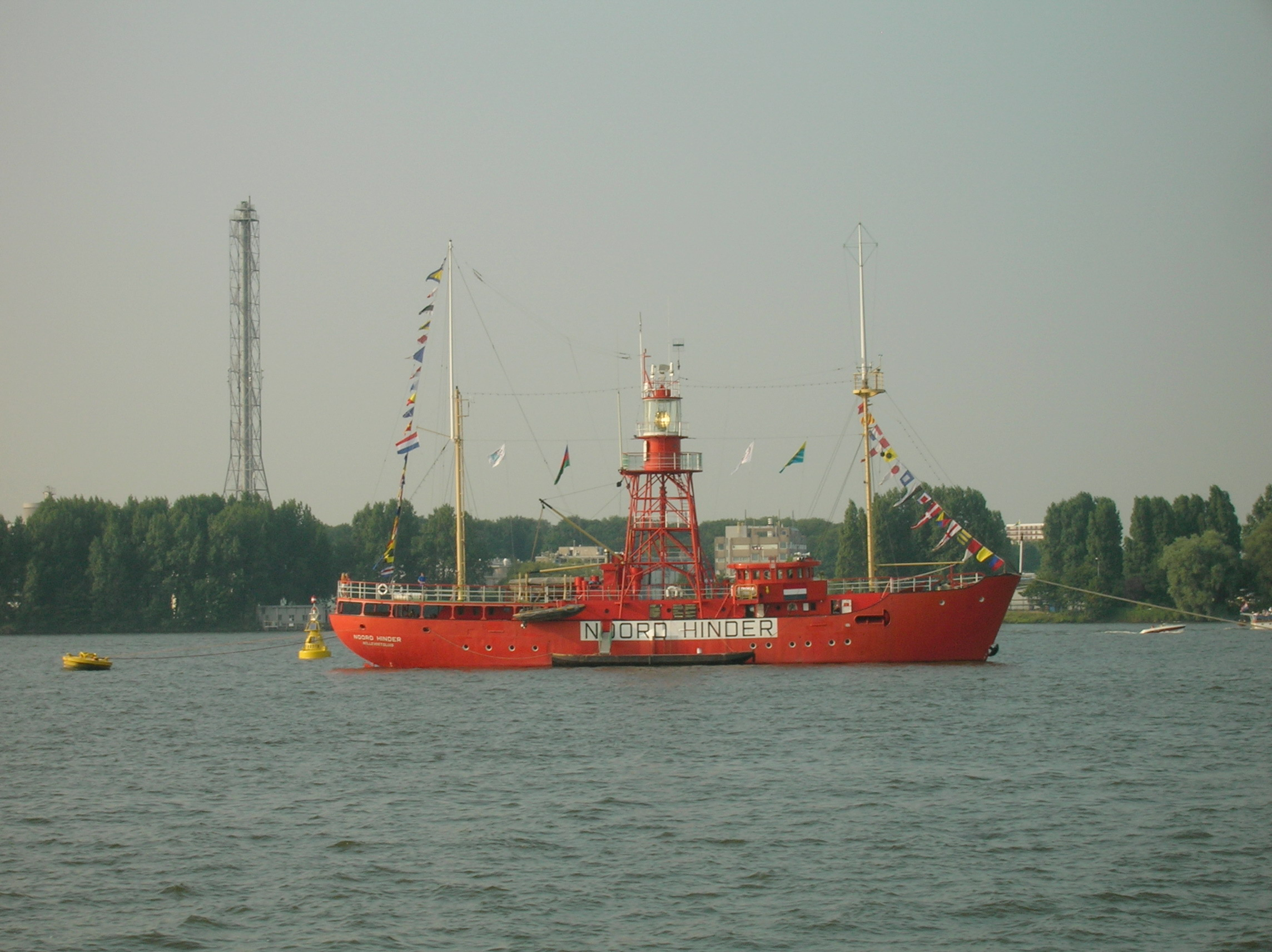
Fyrskeppet Noord Hinder

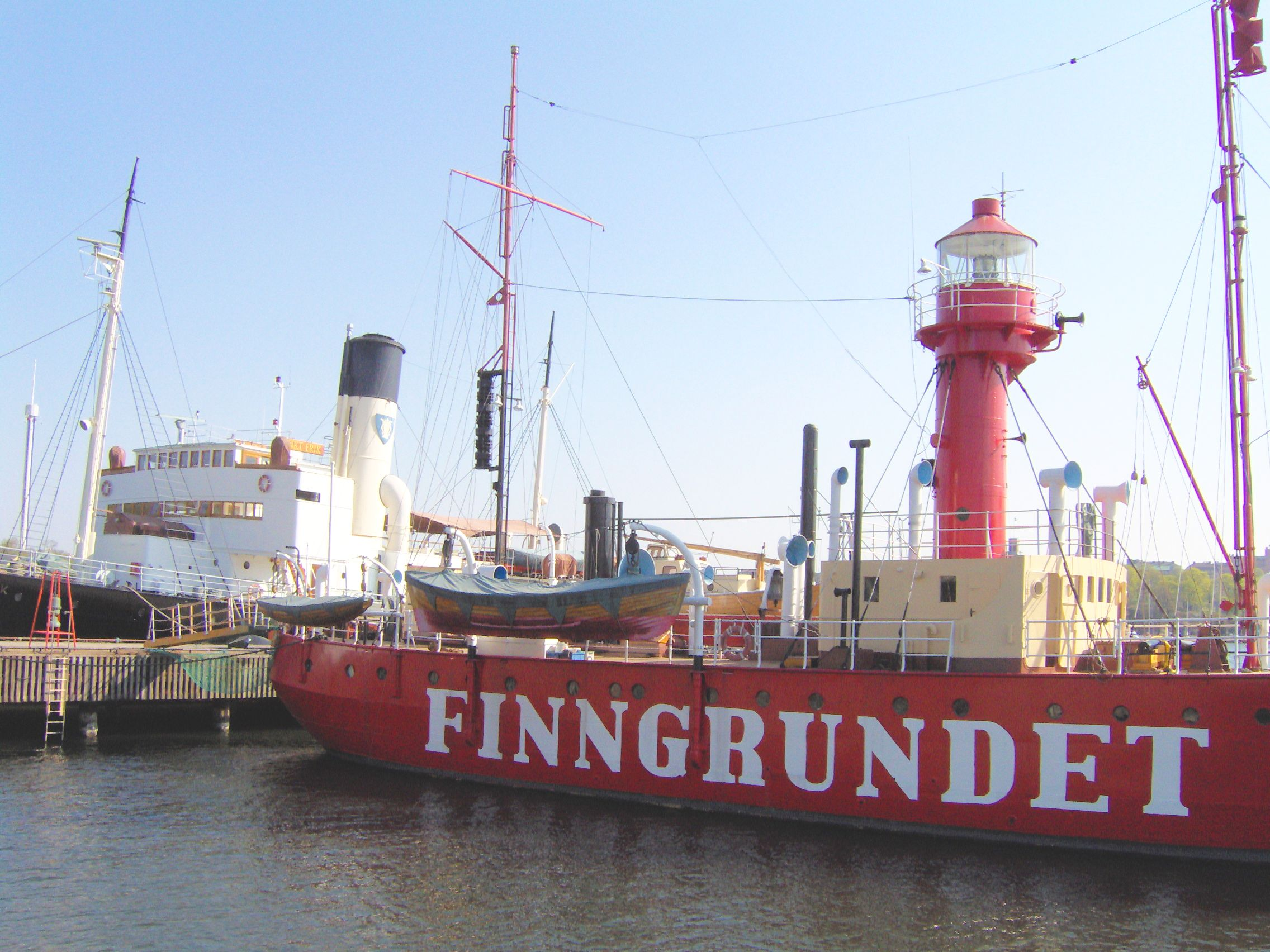
Fyrskepp nr. 25 Finngrundet med Isbrytaren Sankt Erik i bakgrunden vid Vasamuseets brygga på Djurgården, Stockholm, 2006.

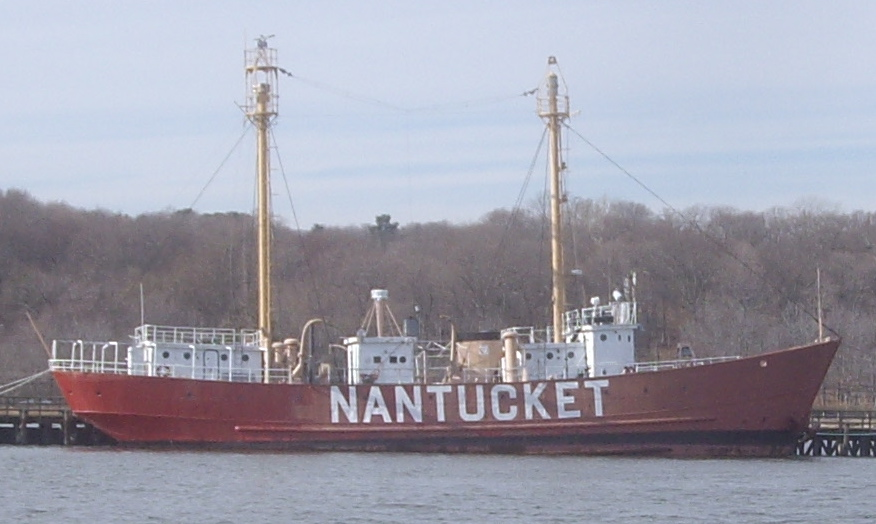
Nantucket LV-112 som ersatte det påseglade och sänkta Nantucket LV-117

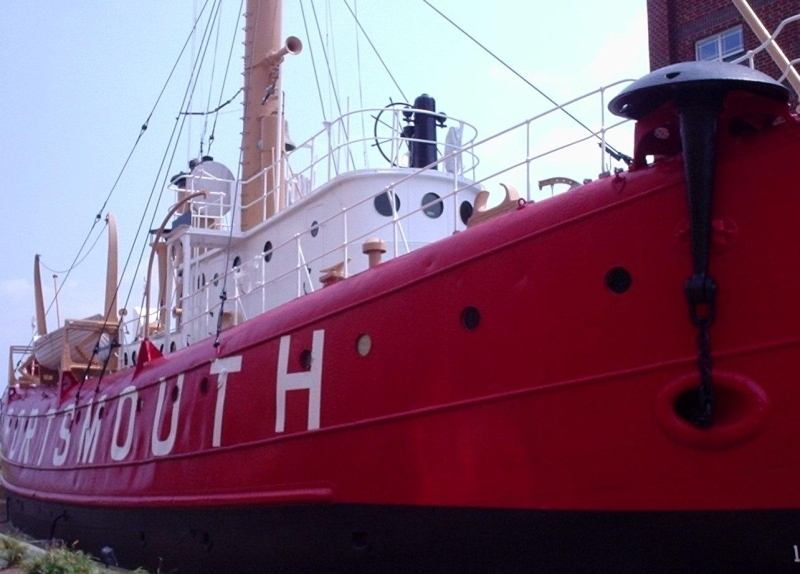
Skålankare på fyrskeppet Portsmouth

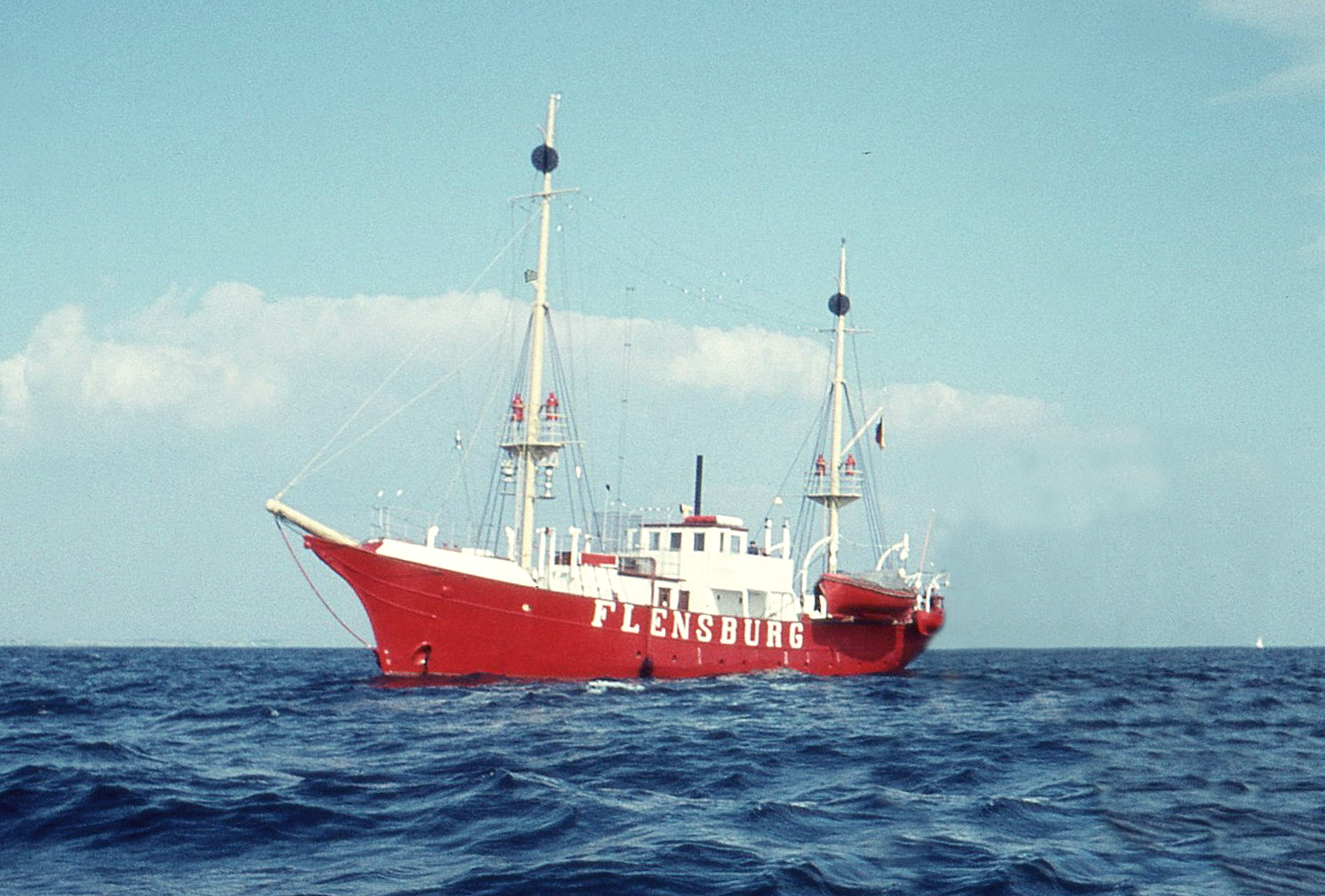
"Flensburg" på plats i Flensburgfjorden, 1961.

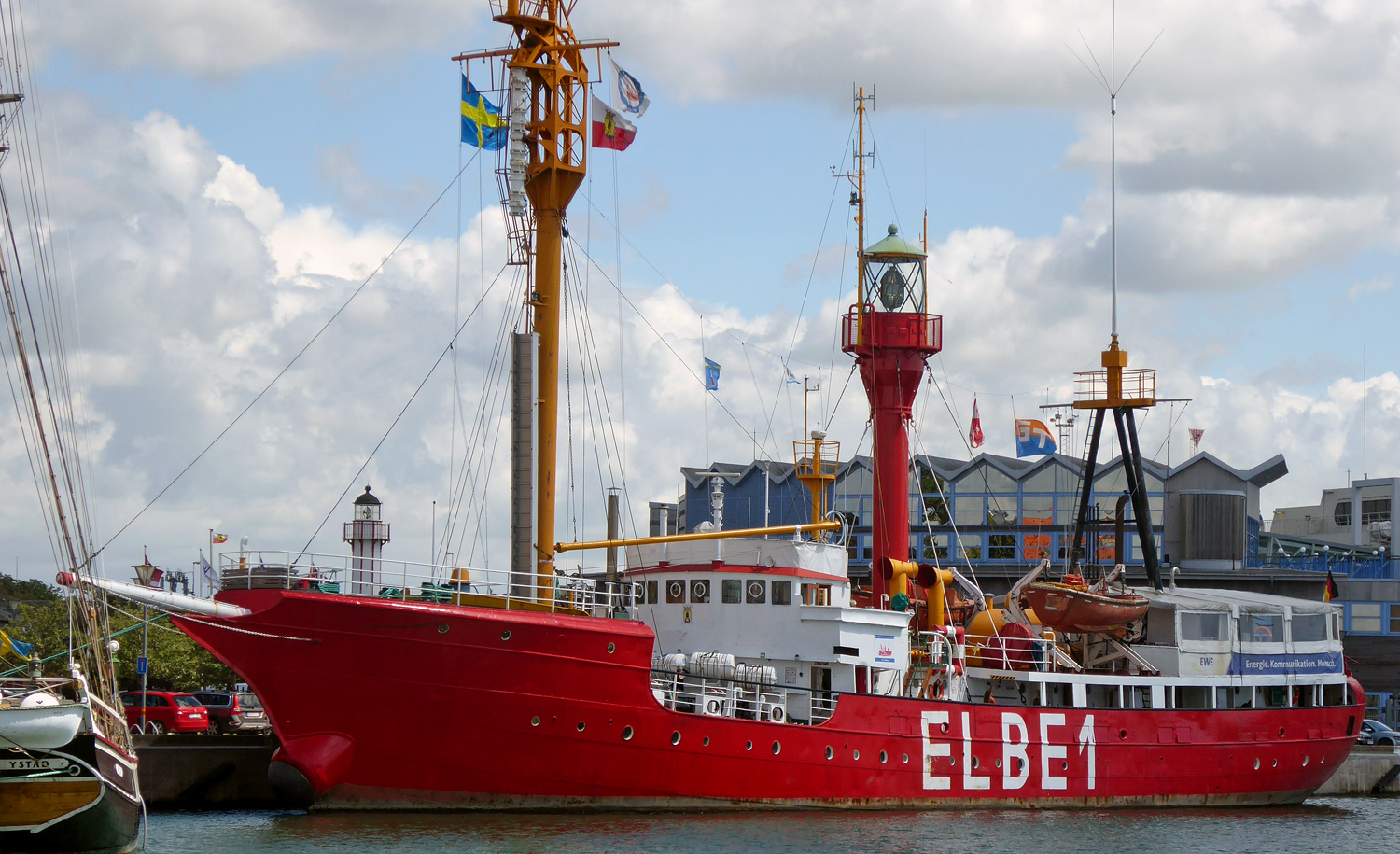
Bürgermeister O'Swald II var en gång världens största bemannade fyrskepp, det sista på position Elbe 1, det är nu B&B i Cuxhaven. På bilden på besök i Ystad 12 juli 2017.

Fyrskepp kallas ett fartyg försett med en fyrliknande belysningsanordning, avsett att ligga för ankar för att varna sjöfarare för fara (exempelvis grund), markera farleder eller som angöringsfyr. Fyrskeppet kan sakna egen framdrivning och används där det är för djupt att bygga en konventionell fyr. Gemensamt för fyrskepp världen över är att så gott som samtliga är rödmålade med stationens eller grundets namn skrivet på båda sidor om skrovet. Undantaget är fyrskepp med lots fast placerad ombord. Dessa skepp är svartmålade och har antingen stationsnamnet eller det lokala ordet för lots skrivet på båda sidor.

## Historik
Världens första fyrskepp lades ut 1731 i Storbritannien. Det var ett litet enmastat fartyg som ankrades upp vid Nore Sand i Themsens mynning. Fartyget som var inhyrt utrustades med lanternor, en på varje sida om nocken. Det skulle förhindra förväxling med andra nattliggande skepp. 1736 lades ett andra fyrskepp av samma typ ut vid Dudgeon Shoal. Att skeppen fungerade bra gjorde att det, speciellt i Nordsjön, började placeras ut fyrskepp vid rev och flodmynningar. Men det dröjde ända till 1815 innan de tyska myndigheterna började användningen och då på initiativ av Danmarks kung.
USA följde intresserat de europeiska försöken och började placera ut fyrskepp efter sina kuster. Totalt i Nordamerika fanns det därför till slut ett hundratal skepp utplacerade.
Flera fyrskepp har blivit kända, exempelvis Nantucket LV-117 utanför ön Nantucket vid USA:s östkust blev omtalat då RMS Olympic sänkte henne efter en påsegling i tät dimma den 15 maj 1934. Sju av de elva i besättningen dödades. Stationen var för övrigt USA:s sista fyrskeppsstation. Den drogs in 1983.

### Nutid
Vad man vet idag så finns inga bemannade fyrskepp kvar. Stationerna har antingen dragits in eller ersatts med ombyggda eller nya och mindre, automatiserade typer av fyrskepp istället. Tysklands sista skepp togs in så sent som 15 juli 1988.

## I olika länder

### Danmark
Det första danska fyrskeppet var Fyrskib No. I, som lades ut 1829 vid Læsø Trindel. Det sista var Motorfyrskib No. 1 vid  Horns Rev, som drogs in 1980.

### Finland
Finlands första fyrfartyg Snipan placerades 1868 på Snipansgrunds grund nordväst i Kvarken. Sammanlagt har det funnits 14 fyrfartyg i finländska vatten.

### Norge
Norge skaffade sitt första fyrskepp 1856. Det lades ut vid Lepsöyrevet norr om Ålesund. I Norge kom dock fyrskepp bara till enstaka användning, eftersom det på de flesta platser längs kusten var möjligt att placera fyrar långt från land. Landbaserade fyr var också långt säkrare och billigare i drift än fyrskepp.

### Sverige

#### Historik
I svenska farvatten användes fyrskepp från 1831 till 1972. Det första skeppet var en inhyrd jakt vid namn Hermina som lades ut vid Falsterborev och det var samma rev som fick avsluta epoken 141 år senare då nr. 28 Reserv ersattes av en kassunfyr.
Totalt har det funnits 17 stationer längs Sveriges kust som servats av 37 olika fartyg. Av dessa har 33 varit så kallade nummerskepp då de fick ett löpnummer allt eftersom de tillverkades. Numret skrevs oftast i aktern och blev tillsammans med stationsnamnet ett viktigt kännetecken. Det sista fartyget, nr. 33 Sydostbrotten, byggdes 1933, lades ut 1934 vid Sydostbrotten i Norra Kvarken, flyttades till Bottenviken 1965 och togs in från Norströmsgrund 1970.

#### Utrustning
De första fartygen var utrustade med enkla linslanternor som tändes vid skymningen och hissades i masten. Men allt eftersom byttes ljuskällan till rovoljelampor och sedermera AGA-fyren. I de fyrskepp som utrustades med råoljemotorer ersattes gasen med elektriskt ljus.
I toppen på någon eller båda masterna, om sådana fanns, fördes även en eller flera spjälballonger (toppkulor) som kännetecken dagtid. Innan spjälballongen infördes användes en så kallad röd flög (en röd strutformad flagga).
Vid dimma fanns från början en klocka och en kanon som användes med vissa tidsintervall som kännetecken för stationen. Båda var ineffektiva på grund av de korta ljud som skapades och ångdrivna mistlurar ersatte dessa efter vissa moderniseringar. Med oljemotorernas intåg ersattes även de ångdrivna mistlurarna med först tryckluftsdrivna tyfoner och sedan med elektriska nautofoner.
I början av 1900-talet infördes även radioteknik ombord. Varje skepp utrustades med rundstrålande radiofyr och kommunikationsradio.
Ankaret var ofta av skåltyp med en vikt på ungefär 1 750 kg då det alltid grävde ner sig i botten oberoende i vilken riktning skeppet drog. Ankartåget var från första början "ankartåg av jern" med 42 mm grova länkar och varje skepp förde ungefär 300 meter. Man använde 3 gånger så långt ankartåg som ankringsdjupet så vid 50 meters djup användes 150 meter kätting.

#### Tillbud och olyckor
Trots de grova ankartågen hände det ibland att kättingen "sprängdes", det vill säga att den gick av. Om detta hände på natten eller i storm med ett skepp utan framdrivning kunde man driva långt innan det upptäcktes. Det var viktigt att få kontroll på situationen så man inte gick på det grund i det rev som man varnade för.
En annan stor fara var påsegling. Fyrskeppet placerades på säkert djup och det visste befälhavarna på passerande fartyg och därför höll man så nära fyren som möjligt. En del historier berättar om segelfartyg som kommit så nära att man trodde att riggarna på de båda fartygen skulle fastna i varann. Skepp nr. 20 Grepen är det enda svenska fyrskepp som har sjunkit efter påsegling.